# Klaus-Peter Kaehler
Klaus-Peter Kaehler (* 8. März 1941; † ca. 2002) war ein deutscher Schauspieler, Synchron- und Hörspielsprecher.

## Wirken
Klaus-Peter Kaehler spielte an verschiedenen bundesdeutschen Theatern. Seit den späten siebziger Jahren bis Anfang der zweitausender Jahre war er Ensemblemitglied des Ernst-Deutsch-Theaters in Hamburg, wo er unter anderem in Bertolt Brechts Theaterstücken Der kaukasische Kreidekreis (1981/82) und Der aufhaltsame Aufstieg des Arturo Ui (1982/83) spielte. 1972 und 1976 spielte Kaehler zudem auf den Ruhrfestspielen in Recklinghausen.
Vor der Kamera war Klaus-Peter Kaehler selten zu sehen, zu einem seiner wenigen Auftritte im Fernsehen zählt das ZDF-Fernsehspiel Die Gerechten nach Albert Camus, das 1981 erstausgestrahlt wurde. Auch in der Krimiserie Hamburg Transit hatte er eine Gastrolle inne.
Klaus-Peter Kaehler war bis zu seinem Tod umfassend als Synchron- und Hörspielsprecher tätig. Einem breiteren Publikum wurde er dabei vor allem als zweite Stimme von Popeye, dem Seemann in der gleichnamigen Zeichentrickserie und Traumi Schlumpf in der zweiten Synchronfassung von Die Schlümpfe bekannt.
Klaus-Peter Kaehlers stets belegt und heiser klingende Stimme war oft in Nebenrollen in Fernsehserien wie Der Sechs-Millionen-Dollar-Mann, Walker, Texas Ranger oder Pretender und auch in Zeichentrickserien wie She-Ra oder Batman: Die Zeichentrickserie zu hören. In Hörspielen war Kaehler öfter in den Serien TKKG, Edgar Wallace und Die drei ??? zu hören, dort erschien er in den Sprecherlisten oft unter Pseudonym.

## Synchronisation
Quelle: Synchronkartei

### Filme (Auswahl)
- 1979: Liu Chia Yung als Meister in Knockabout
- 1985: Caskey Swaim als Duke in Freitag der 13. – Ein neuer Anfang
- 1986: Michael O’Hare als Joe Miller in Im Netz der Gewalt
- 1988: Kenneth McGregor als Mr. Woods in Das Gehirn
- 1990: Russ Tamblyn als Hank Franklin in Aftershock
- 1990: Gerrit Graham als Phil Simpson in Chucky 2 – Die Mörderpuppe ist wieder da
- 1993: Brion James als Neila in Time Runner
- 1997: Bob Balaban als Milton Lasky in Clockwatchers
- 2001: Yasen Peyankov als Barkeeper in Novocaine – Zahn um Zahn

### Serien (Auswahl)
- 1960–1963: Jack Mercer als Popeye, der Seemann in Popeye (Zeichentrickserie; 2. Stimme)
- 1978–1979: als Black Dog in Die Schatzinsel (Zeichentrickserie; dt. Fassung 1994)
- 1981–1990: Don Messick als Traumi Schlumpf in Die Schlümpfe (Zeichentrickserie; 2. dt. Fassung)
- 1987: Maurice LaMarche als Popeye, der Seemann in Popeye, Sohn und Co. (Zeichentrickserie)
- 1991–2004: Jack Riley als Stu Pickles in Rugrats (Zeichentrickserie; 1. Stimme)
- 1996–1997: Bob MacGarva als Fagin in Oliver Twist (Zeichentrickserie)

## Hörspiele (Auswahl)
Quelle: Hörspielforscher.de
- 1989: Wolfgang Rogge: Klassik ist klasse: Ungarische Fantasien oder Ein Hexenmeister auf dem Klavier will ich werden (Vater Liszt) – Regie: Nicht angegeben (Original-Hörspiel, Musikalisches Hörspiel – DW)
- 1989: Katrin Behrend, Helmut Lesch: Klassik ist klasse: Träumerei am Klavier oder Für Clara will ich ein Konzert schreiben. Ein Hörspiel um Robert Schumann (Felix Mendelssohn Bartholdy) – Regie: Nicht angegeben (Original-Hörspiel, Musikalisches Hörspiel – DW)

Kommerzielle Produktionen:
- 1982: als Otto Galster in TKKG: Rätsel um die alte Villa (Folge 7)
- 1982: als Otto Krug, Karlos Vater in TKKG: Nachts, wenn der Feuerteufel kommt (Folge 12)
- 1982: als Justizwachtmeister in Edgar Wallace: Die Bande des Schreckens (Folge 5)
- 1982: als Miska Guild in Edgar Wallace: Neues vom Hexer (Folge 6)
- 1988: als Sergeant in Fünf Freunde und die Museumsbande (Folge 22)
- 1989: als Häuptling Pfo in Fünf Freunde und die Flugzeugentführer (Folge 25)
- 1995: als Mr. Rodriguez in Die drei ???: Diamantenschmuggel (Folge 65)
- 1995: als Polizeiübersetzer in Die drei ??? und die Schattenmänner (Folge 66)
- 1996: als Taxifahrer in Die drei ???: Schüsse aus dem Dunkel (Folge 70)
- 1997: als Roger in Die drei ???: Pistenteufel (Folge 77)